# Río Reconquista

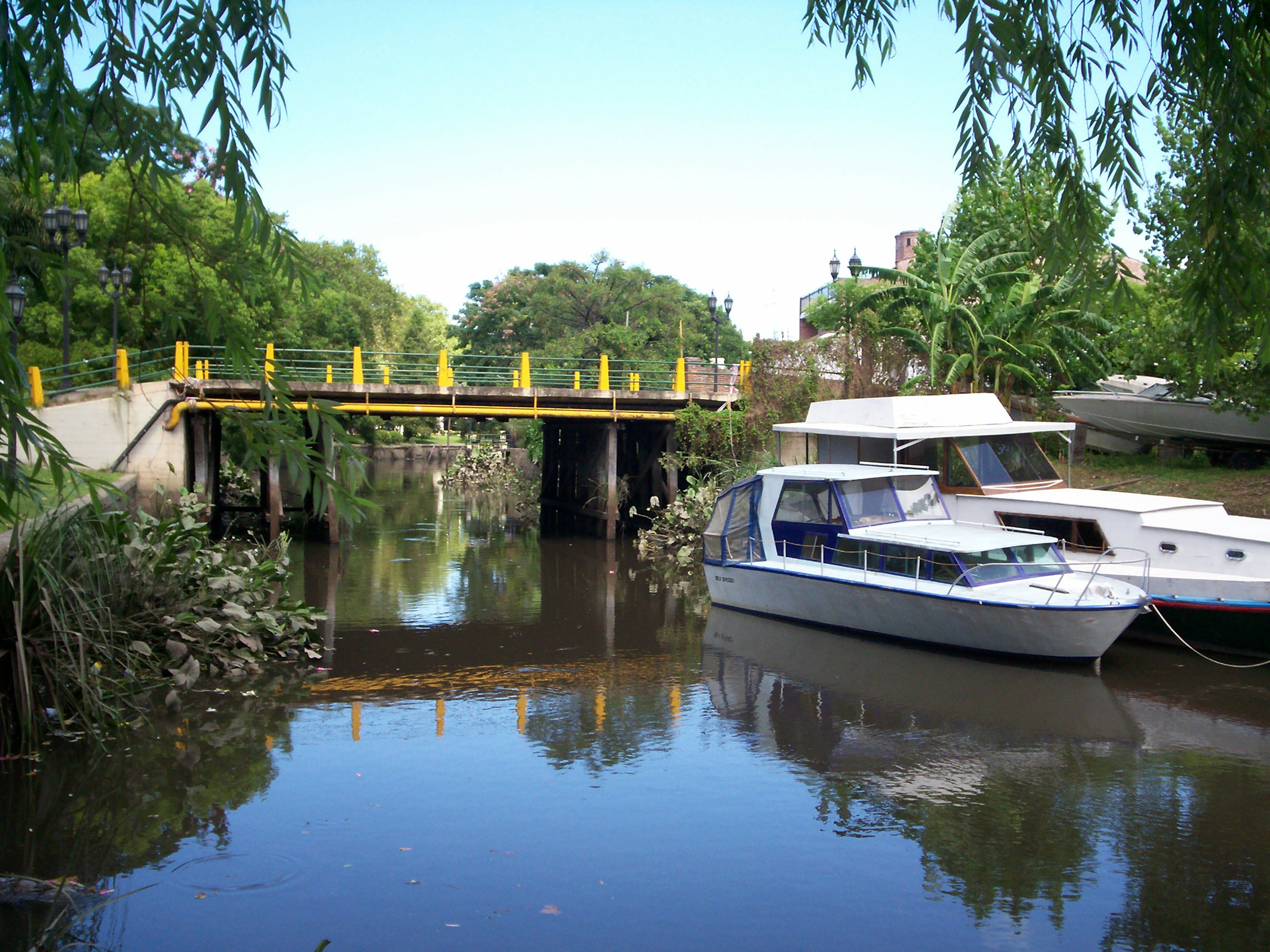
Río Reconquista, a su paso bajo la Av Santiago de Liniers,(Tigre).

El Reconquista, también conocido por sus nombres históricos río de las Conchas (hasta 1954) y luego río de la Reconquista, es un río cuya cuenca abarca 18 partidos del área metropolitana de Buenos Aires (AMBA) y de zonas rurales cercanas, en Argentina. Limita al noroeste con la cuenca del río Luján; al noreste con el mismo río Luján en la zona de su desembocadura en el Río de la Plata; y al suroeste con la porción media y superior de la cuenca del río Matanza-Riachuelo. La cuenca comprende 134 cursos de agua que recorren un total de 606 kilómetros, de los que 82 km corresponden al río Reconquista.
El río Reconquista tiene su nacimiento en la confluencia de los arroyos La Choza y Durazno en el partido de Marcos Paz. Poco después se suma a estos el arroyo La Horqueta, último tributario aguas arriba de la represa Ingeniero Roggero que con su lago artificial (lago San Francisco) y construida en el límite de los partidos de General Rodríguez, Marcos Paz, Moreno y Merlo, es el límite de la cuenca alta del río.
Una vez formado el cauce principal solo recibe caudales de cierta importancia por parte de los Arroyos Las Catonas y Morón en la cuenca media.
A partir de aquí comienza la cuenca baja la que continúa en el río Luján. En este sector el cauce se bifurca en dos cursos, el río Tigre y un canal artificial, denominado canal Aliviador (conocido como canal Namby Guazú y más tarde Cancha Nacional de Remo), que une sus aguas a las del río Luján que, a su vez desemboca, tras pocos kilómetros de recorrido, en el Río de la Plata.
Las características de este río son típicas de un curso de llanura, su caudal puede variar entre 69.000 m³/día y 1.700.000 m³/día. Los partidos de San Fernando, Hurlingham, Ituzaingó y San Miguel son irrigados en casi un 100% por esta cuenca. Los demás partidos que se encuentran parcialmente influenciados por ella son: San Isidro, Moreno, Gral. Rodríguez, Morón, Gral. San Martín,  Merlo, Tres de Febrero, Gral. Las Heras, Tigre, Marcos Paz, Malvinas Argentinas, José C. Paz, Luján, Vicente López, Navarro y Mercedes.

## Toponimia
Durante el período colonial español y luego, ya independizada Argentina hasta mediados del siglo XIX se conocía a este curso de fluvial como río o arroyo de las Conchas por encontrarse restos paleontológicos de conchas en su cauce y riberas, sin embargo porque en Argentina la palabra concha es un vulgarismo para referirse a la vulva y a la vagina, en 1954 se cambió la denominación por río de la Reconquista, en este caso aludiendo a la Reconquista de territorios hoy pertenecientes a la Argentina y a la República Oriental del Uruguay que habían caído en poder del Reino Unido a inicios del siglo XIX durante las invasiones inglesas.

## Historia del Río Reconquista
El Río Reconquista es uno de los ríos más contaminados del país, segundo al Riachuelo. Es más, el Reconquista aporta el 33% de la contaminación de origen industrial y cloacal al Río de la Plata.
La cuenca del Río Reconquista cubre 1670 km y recorre 13 partidos de la provincia de Buenos Aires. En la cuenca se encuentran 12 mil industrias, y ha sido comprobado que por lo menos 700 de ellas vierten sus desechos tóxicos al río de forma clandestina. En esta cuenca viven alrededor cuatro millones de personas, todas, o por lo menos la mayoría, dependen de las actividades que allí se desarrollan.
En la década de 1980, como consecuencia a los alarmantes resultados de los análisis químicos y bacteriólogos realizados, hubo una serie de manifestaciones llevadas a cabo por los vecinos, isleños, deportistas, y otros sectores de la población que utilizan la cuenca como medio para el desarrollo de sus actividades. Esta información fue presentada al resto de la comunidad y a los gobernantes de los partidos involucrados. Se exigió la elaboración de un plan para el saneamiento de las aguas y regulación de las fábricas encontradas en los municipios.
En 1984, se llevó a cabo en el Senado una audiencia en la que se discutieron temas de jurisdicción y competencia del Río Reconquista. Sin embargo, nada sucedió por casi una década. Hasta 1995, cuando el Estado firmó un acuerdo con el Banco Interamericano de Desarrollo para el otorgamiento de un préstamo de trescientos ochenta millones de dólares para así cumplir con obras de saneamiento y control de las inundaciones que fueron prometidas a los habitantes de la cuenca.
En este acuerdo, la provincia de Buenos Aires se comprometió a aportar cuatro plantas de saneamiento de cloacas y debería asumir el compromiso de disminuir la contaminación industrial y cloacal. Aunque solo cumplió con la construcción de la obra de saneamiento de agua.
Aun así, han pasado 20 años y todavía, los niveles de contaminación de la cuenca son alarmantes. Varias comunidades se ven afectadas por la falta de infraestructura y saneamiento. Muchos consumen agua no apta para el consumo humano. Esto ha llevado a numerosos casos de enfermedades ocasionadas por la contaminación. La Fundación Pro-Tigre ha intentado alertar al gobierno de los riesgos, pero no han sido escuchados.
La falta de una infraestructura adecuada de cloacas y sistemas de depuración de efluentes y el incumplimiento sistemático de las normas ambientales, cuestiones que fueron reclamadas y discutidas en varias ocasiones, demuestra el escaso interés que el tema despierta en las autoridades, y los organismos que deberían atender a la problemática.
En el año 2004, la Fundación Pro-Tigre inició una nueva acción ante la Justicia Federal de San Isidro, pero aun nada logra resolverse. Lo mismo sucede con respecto al Riachuelo de La Boca.

## Clima
Corresponde a una zona de clima templado-húmedo caracterizado por inviernos suaves y veranos calurosos. La temperatura media anual es de entre 17 y 18 °C, mientras que la media del mes más frío (julio) es de 11 °C y la del más cálido (enero) es de 25 °C.
Las precipitaciones promedio son de 1100 mm anuales y la humedad relativa promedio es del 78 %. En verano es frecuente el viento Norte que cuando persiste durante varios días, genera el denominado golpe de calor, consistente en la permanencia de una alta temperatura mínima, lo cual hace perdurar una temperatura elevada las 24 horas durante varios días.
Otro fenómeno climático que se observa son los anticiclones que son centros de alta presión atmosférica que emiten vientos. Pueden ser temporales o permanentes. En verano se desplazan hacia el sur, ya que la temperatura del océano tiende a subir y las aguas más frías y asociadas a altas presiones se encuentran en latitudes meridionales.
Por el contrario, los ciclones son centros de baja presión que atraen vientos, temporales o permanentes, y en este último caso, asociados a una masa continental, con una temperatura relativa mayor a la del océano. La presencia de un centro de baja presión (ciclón) sobre el Litoral atrae una masa de aire oceánico frío proveniente del Atlántico Sur. Este fenómeno genera inundaciones debidas a un extenso período de lluvias asociado y a que la dirección y la fuerza del viento del sudeste, impiden el desagüe normal del Río de la Plata y sus afluentes.

## Flora y fauna
Cabe destacar que han sido modificadas por las actividades humanas y por la construcción del dique Roggero que modificó el ecosistema circundante, por lo que la flora está profundamente modificada.
En cuanto a la vida acuática, ésta ha sido condicionada por la contaminación, tanto en cantidad como en diversidad. A lo largo de su cuenca pueden encontrarse aún peces como la vieja del agua, dentudo, varias especies de bagres, pejerrey lacustre, sábalo, chanchita, surubí, carpa, boga, mojarra, tararira, anguila y varias especies de madrecitas.
Otros animales habitantes, en la cuenca son: ranas, sapos, tortugas de río y de laguna, lagartos verde y overo, lagartijas, culebras, cuis, coipo, comadreja colorada y overa, hurón, zorrino, ratas, lauchas.
Entre las aves se encuentran garza blanca y bruja, pato maicero, biguá, gorrión, chingolo, zorzal, cotorra, benteveo, ratona, hornero, calandria, tijereta, golondrina, paloma, tero, chimango, carancho, halcón, jilguero, cabecita negra, tordo, corbatita, pirincho, colibrí, lechuza, carpintero, cachirla, leñatero.

## Partidos que el río atraviesa

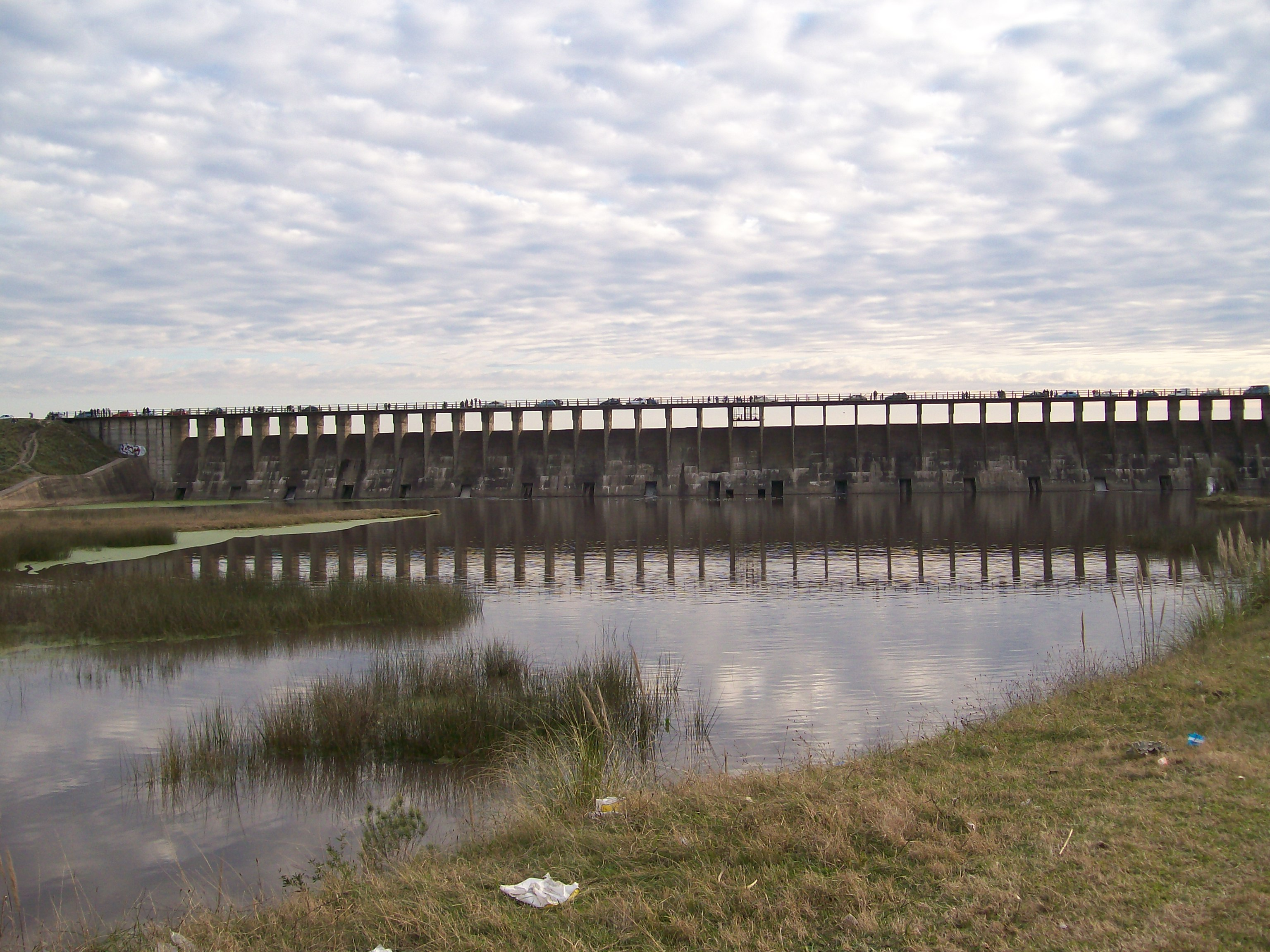
Dique Roggero Naciente del Río en Merlo-Moreno

El río Reconquista, desde su nacimiento hasta su desembocadura, pasa por los siguientes municipios, aglomerados al AMBA:

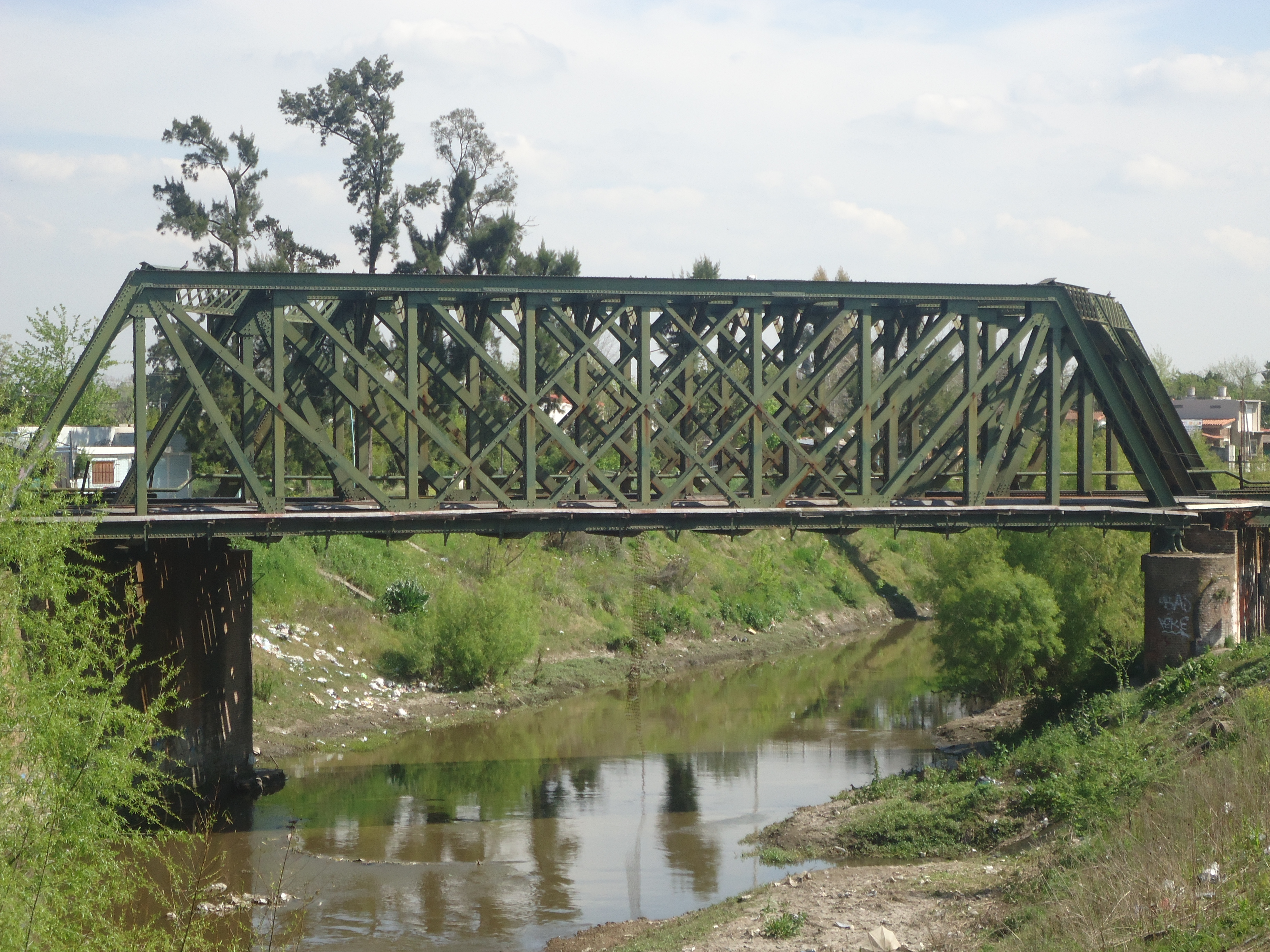
Puente ferroviario sobre el Río Reconquista en Paso del Rey

- Marcos Paz
- General Rodríguez

- Merlo
- Moreno
- Ituzaingó
- San Miguel
- Hurlingham
- Tres de Febrero
- General San Martín
- Tigre
- San Isidro
- San Fernando

## Población de la cuenca
El crecimiento demográfico que experimentó la cuenca del río Reconquista tuvo que ver con el boom del loteo popular a partir de la década de 1940 que desencadenó la urbanización de las áreas periféricas a la Ciudad Autónoma de Buenos Aires, principalmente las áreas cercanas a los ferrocarriles y a las áreas recreativas. Según el censo de 2001 el total de habitantes de la Prov. de Buenos Aires ascendía a 13 827 203 de los cuales 4 239 091 correspondían a la cuenca del río Reconquista según el siguiente detalle:
| Partido             | Habitantes |  | Partido           | Habitantes |
| ------------------- | ---------- |  | ----------------- | ---------- |
| General San Martín  | 405.122    |  | San Isidro        | 293.212    |
| Hurlingham          | 171 724    |  | San Miguel        | 253 133    |
| Ituzaingó           | 157 769    |  | Tigre             | 300 559    |
| José C. Paz         | 229 760    |  | Tres de Febrero   | 335 578    |
| Malvinas Argentinas | 290 530    |  | Vicente López     | 273 802    |
| Merlo               | 469 985    |  | General Las Heras | 12 684     |
| Moreno              | 380 530    |  | General Rodríguez | 67 858     |
| Morón               | 309 086    |  | Luján             | 93 980     |
| San Fernando        | 150 467    |  | Marcos Paz        | 43 236     |

A título de comparación el total de población de la cuenca según datos del censo de 1991, era de aproximadamente 3 800 000 habitantes, representando el 10,4 % de la población total del país (32,6 millones de habitantes), mientras que, según datos provisionales del censo 2001, el total de la población de la cuenca creció cerca de un 10 %, llegando a superar los 4 200 000 de habitantes y convirtiéndose en el 11,7 % de la población del país (36,2 millones de habitantes).
Fuente: INDEC. Censo Nacional de Población y Vivienda 1991 y Censo Nacional de Población, Hogares y Viviendas 2001.
Los partidos cuyos radios son los más densamente poblados corresponden a: Tigre, San Fernando, San Isidro, Tres de Febrero y Gral. San Martín, sus radios más urbanizados se ubican en la ribera del río Reconquista. Estos partidos forman parte de la cuenca inferior del río y sufren las inundaciones, principalmente, cuando se manifiesta el fenómeno de las sudestadas.

## Actividad productiva
Históricamente, la actividad productiva más representativa de la región era la ganadería. Desde 1865 hasta 1881 predominó la cría de ganado lanar, a partir de 1895 la cría de ganado vacuno y los tambos.
A mediados de las décadas de 1980 y 1990 las actividades industriales más importantes de la cuenca estaban concentradas en cinco partidos: San Martín generó en promedio un 30% del empleo industrial; Tres de Febrero un 16%; el partido de Morón (incluye Hurlingham e Ituzaingó hasta 1994 año de la separación o autonomía de estos) un 14%; San Isidro un 13% y Tigre un 12% totalizando un 85% del empleo industrial de la cuenca.
La actividad industrial tuvo y sigue teniendo una gran importancia en los aspectos ambientales de la cuenca, por ser la fuente contaminante del río más importante, junto con los efluentes domiciliarios. Entre las industrias en funcionamiento, según el Censo Nacional Económico de 1994, se encuentran establecimientos textiles, frigoríficos, de la construcción, químicos, curtiembres, y otros.

## Estado del agua
El río Reconquista es hoy en día el segundo río más contaminado de Argentina, siendo el primero, el Río Matanza-Riachuelo. Sus aguas poseen niveles excesivos de metales pesados y microorganismos patógenos, que provienen de las descargas del alcantarillado, mataderos, curtiembres y otras industrias que se ubican en su cuenca y vuelcan sus desechos al río y sus afluentes sin tratamiento previo. Esta situación resulta evidente a simple vista y es perceptible por el desagradable olor que se siente a cientos de metros del río.
Junto con el río Matanza-Riachuelo aportan una enorme cantidad de contaminantes a las aguas del Río de la Plata, provocando mortandad de peces y poniendo en peligro la salud de millones de personas. Varias comunidades de la cuenca continúan afectadas (hepatitis, problemas gastrointestinales e infecciones del ojo) por desechos peligrosos y por la falta de infraestructura para la provisión de agua potable. Sus habitantes consumen agua no apta para consumo humano, con elevadísimos contenidos de nitratos.
Su consumo es negativo sobre la salud. Si bien no es una sustancia tóxica, su transformación química reside en nitrito. Este nitrito puede reaccionar con los ácidos del estómago con las aminas, generando nitrosaminas, las cuales son agentes cancerígenos.
Una de las principales enfermedades que pueden ser causadas por el agua contaminada con nitrato es la metahemoglobinemia. Esta enfermedad incluye dificultades para respirar, cianosis, alteraciones del estado mental, dolor de cabeza, fatiga, dificultad para hacer ejercicio, mareos y pérdidas del conocimiento. 
En efecto, los niveles de contaminación del agua llegaron a niveles sumamente alarmantes ya que alrededor de más de 12 mil industrias lo siguen usando como cloaca y como basural. Por eso cuando desemboca en el Río de la Plata se convierte en el mayor aporte contaminante para la costa de la ciudad de Buenos Aires.